# パポタ 空飛ぶ魔導店
- パポタ 〜空飛ぶ魔導店〜

- パポタ 〜ヘタレ魔導屋〜

『パポタ 空飛ぶ魔導店』（パポタ そらとぶまどうてん）は、らだい（RDI）によって制作され2002年4月22日にフリーウェアとして公開された3DアクションRPG。当初のサブタイトルは「ヘタレ魔導屋」であったが、2004年3月5日に「空飛ぶ魔導店」へと変更された。最新版は2012年1月12日に公開されている。

## 概要
（出典：）
宙に浮いた陸塊などによって構成される世界ミレリスを舞台とするファンタジー作品であり、浮導店パポタで働く主人公の少女ティルを操作するゲームとなっている。ゲームの序盤では、浮導機の故障により飛べなくなったパポタを修理する事が目的となっており、修理が完了すると客の依頼を受けることが可能となるほか、他の地域への移動も行えるようになる。なお本作の舞台はルカ地方とその周辺であり、その北東にはエストス大陸が位置し、南東にはイルミナート島群がある。
プレイヤーキャラクターであるティルは、魔法によって敵への攻撃やHPの回復などを行う。魔法を操るための装置は魔導機と呼ばれ、ティルが所持している魔導式マウスはスロットに魔法石を装填して使用する。スロットは3つ用意されており、装填した魔法石の種類により異なる魔法を発動させることができる。魔法石は使用できる回数が決められているが、スロットから外して一定の時間が経過すると回復し再び使用できるようになる。なおティルのHPがすべてなくなると、店の2階の部屋に戻され所持金は半減する。
必要な素材を集め、店長のロットンに渡すことによってアイテムの作成ができる。また店の魔導鍋で強化素材を使用して、魔法石を強化することが可能となっている。そして「マテリアル」は魔導防具を作る際に必要となるものであり、原石を精製することによって入手できる。ただし所有する原石はセーブデータに記録されないため、次回のプレイに引き継ぐことはできない。
作者であるらだいは、制作の動機について「コンシューマ寄り」のパソコンゲームがなかったため自分で作ることを思い立ったと述べており、2000年頃に開発していたゲーム『パポタ』を「完全にゼロから作り直した」のが本作であるという。また2002年11月の時点では「『ストーリー』ではなく『ゲーム』を重視しお手軽に遊べるものにしたい」と述べていた。なおロットンは2004年公開の格闘ゲーム『ていかうと』にも登場している。

## キャラクター
（出典：）
ティル・トリン
キツネ耳と尻尾を持つ少女。「元気いっぱい」な性格。年齢は15歳。イルミナート島群出身であり、2年前からロットンの下で働いている。胸のペンダントは亡き祖父の形見。所持している「バックさん」は、ティルが作ったバッグであり老人語を話す。
ロットン
パポタの店長。温和な性格で、魔導機を用いずに魔法を操るという珍しい能力を持つ。ティルの祖父とは顔見知りであった。パポタは浮導機によって飛行する浮導店であり、「魔導」を用いた魔導雑貨を販売している。パポタのような個人経営の小さな浮導店は少数である。
ミック・ディラホテフ
ギルド「ディラホテフ」の商人バースの娘。年齢は15歳。幼少時に母エイナが病死してイルミナート島群に住む叔母メレンに預けられた際、ティルと出会う。所持している「ゴリアテの杖」は、王からディラホテフ家の先祖に贈られた護身用の杖であり、生真面目な性格。

## 評価
本作はFREE GAME AWARDS 2003や「2003年窓の杜大賞」においてノミネートされている。『Free Games』（晋遊舎）では、「多くのプレイヤーに愛されてきた」フリーゲームを紹介するコーナー「キング・オブ・フリーゲーム」のRPG編において紹介されている。
窓の杜のコーナー「週末ゲーム」では、魔法石を自由に選んで装備できることが特徴であり、「キャラの動き、デザイン、BGMもすばらしく、遊びがいのある作品」であると評されている。ただし「付属のマニュアルが簡易すぎる」との指摘もなされた。
ベクターの「新着ソフトレビュー」では、キャラクターが魅力的なゲームであり「ポリゴンで描かれた彼女たちの姿もとてもかわいい」と評されており、「魔法のアニメーションによる表現も美しい」とされている。また「魔法石をパワーアップしてゆく楽しみや、レアアイテムを探し出す楽しみ」が「冒険を非常に楽しいものにしている」とも評されており、「それぞれの魔法の威力や効力がバラエティに富んでおり、状況やモンスターによっての使い分けが効果的」であることから「魔法石を使った魔法のシステムはよく考えられている」とされている。ただし「添付されるマニュアルがあまりにも簡素なのはちょっと残念」とも評されている。
ふりーむ!の記事では、「独特な臨場感を醸し出している」3D作品であり、キャラクターにも愛嬌があると評されている。魔法のシステムについては「プレイヤー独自の戦い方で敵を倒していけるのも面白い」と評されており、また「やりこみ要素も多く取り入れられている」作品とされている。ただし「全体を通して、少しシナリオ性に欠ける部分があった」とも評されている。
『タダで楽しむ!最強ゲーム100』（インフォレスト）では、「フリーゲームの最高峰に位置するといっても過言ではないほどに完成度の高いゲーム」とされている。「3Dのグラフィックは圧倒的に美しく、そして信じられないほどスムーズな動きを見せる」と評されており、また「BGMも素晴らしいし、キャラクターもとってもカワイイ」と評価されている。読者アンケートでも「この作品を一番に挙げる人がダントツで多かった」という。
『ネットランナー』の記事では、「フリフリと動くティルのかわいいしっぽや耳も萌えどころの1つだが、舌足らずな口調にも注目したい」とされており、「さまざまな角度からティルを眺められるのもうれしい」とも評されている。
『ベストフリーゲーム300+α in DVD』（晋遊舎）では、「お客様の依頼をこなしつつ珍しい素材を求め、そしてティル自身もちょっと成長させつつお店のために仕事に励む」アクションRPGとして紹介されており、「寄り道も楽しみつつまったり遊ぶことこそ本筋」の作品とされている。